# Cofidis (vrouwenwielerploeg)
Cofidis is een Franse vrouwenwielerploeg, die in 2022 werd opgericht naast de mannenploeg, met dezelfde bank Cofidis als hoofdsponsor.

## Teamleden

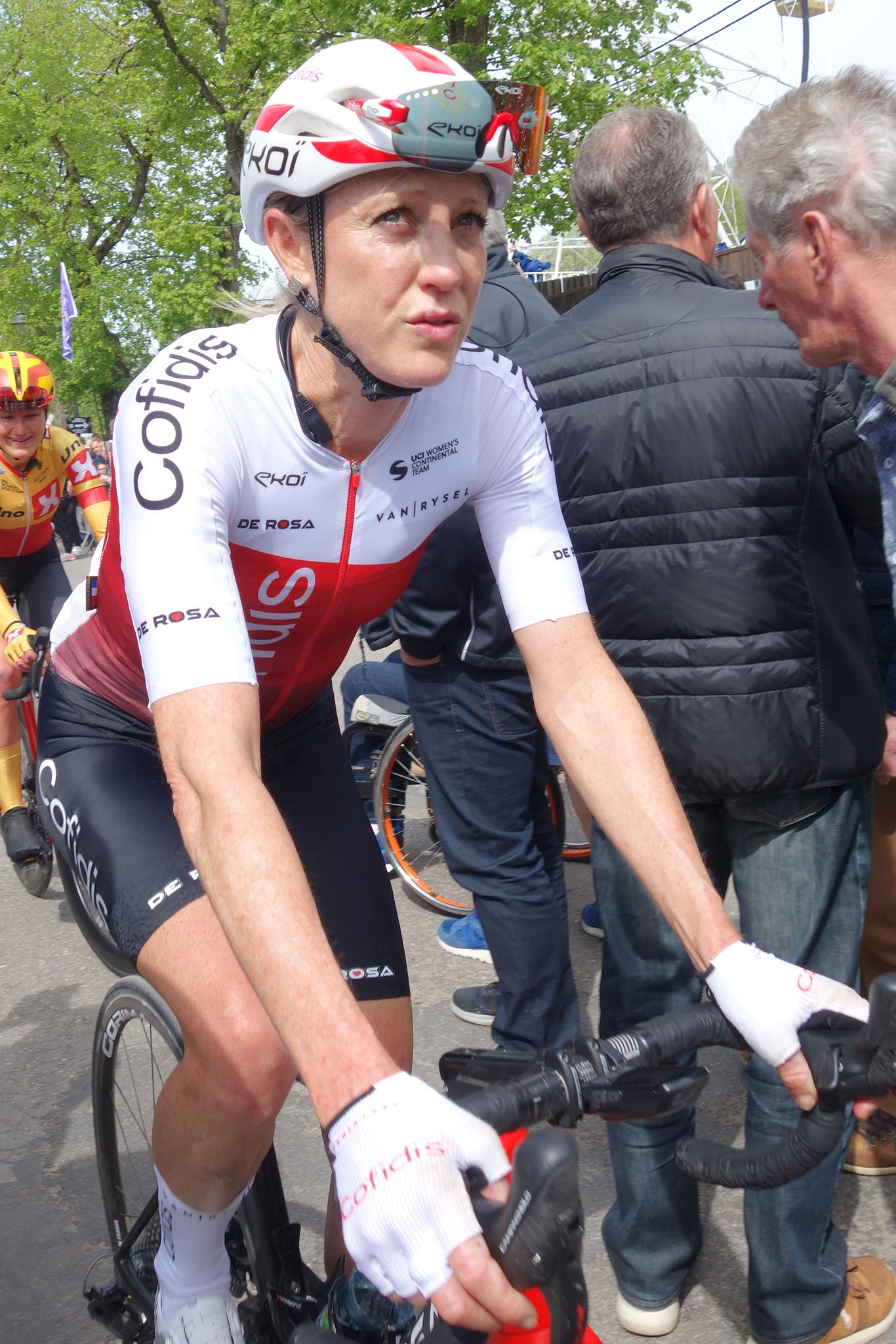
Rachel Neylan na de Waalse Pijl 2022.

### Team 2024
| Naam                | Geboortedatum | Nationaliteit | Vorige ploeg                      |
| ------------------- | ------------- | ------------- | --------------------------------- |
| Martina Alzini      | 07-10-1997    | Italië        | Valcar-Travel & Service           |
| Julie Bego          | 09-01-2005    | Frankrijk     | /                                 |
| Victoire Berteau    | 16-08-2000    | Frankrijk     | Doltcini-Van Eyck Sport           |
| Flavie Boulais      | 06-06-2003    | Frankrijk     | /                                 |
| Alana Castrique     | 08-05-1999    | België        | Lotto Soudal Ladies               |
| Morgane Coston      | 28-12-1990    | Frankrijk     | Team Arkéa                        |
| Séverine Eraud      | 24-02-1995    | Frankrijk     | Stade Rochelais Charente-Maritime |
| Valentine Fortin    | 24-04-1999    | Frankrijk     | Saint Michel-Mavic-Auber 93       |
| Špela Kern          | 24-02-1990    | Slovenië      | Massi-Tactic                      |
| Hannah Ludwig       | 15-02-2000    | Duitsland     | Uno-X Pro Cycling Team            |
| Lise Ménage         | 26-08-2004    | Frankrijk     | Team Breizh Ladies                |
| Nikola Nosková      | 01-07-1997    | Frankrijk     | Massi-Tactic                      |
| Sarah Roy           | 27-02-1986    | Australië     | Canyon//SRAM Racing               |
| Josie Talbot        | 09-08-1996    | Australië     | Team Farto-BTC                    |
| Kristie van Haaften | 21-01-1999    | Nederland     | Parkhotel Valkenburg              |

## Overwinningen
2022
4e etappe, Ronde van Bretagne: Martina Alzini
2023
2e etappe, Ronde van Bretagne: Valentine Fortin
5e etappe, Ronde van Bretagne: Valentine Fortin
Dwars door Hauts-de-France: Valentine Fortin
GP van Isbergues: Valentine Fortin
2024
Clásica Féminas de Navarra, Hannah Ludwig
2e etappe Ronde van Bretagne: Sarah Roy
3e etappe Ronde van de Pyreneeën: Josie Talbot
Ploegenklassement Ronde van de Pyreneeën: Bego, Coston, Eraud, Ludwig Nosková, Talbot

## Kampioenschappen
2023
 Frans kampioenschap wielrennen: Victoire Berteau
Mannen: 1997 · 1998 · 1999 · 2000 · 2001 · 2002 · 2003 · 2004 · 2005 · 2006 · 2007 · 2008 · 2009 · 2010 · 2011 · 2012 · 2013 · 2014 · 2015 · 2016 · 2017 · 2018 · 2019 · 2020 · 2021 · 2022 · 2023 · 2024 · 2025
Vrouwen:2022 · 2023 · 2024 · 2025